# 奧克塞內爾珀萊斯山

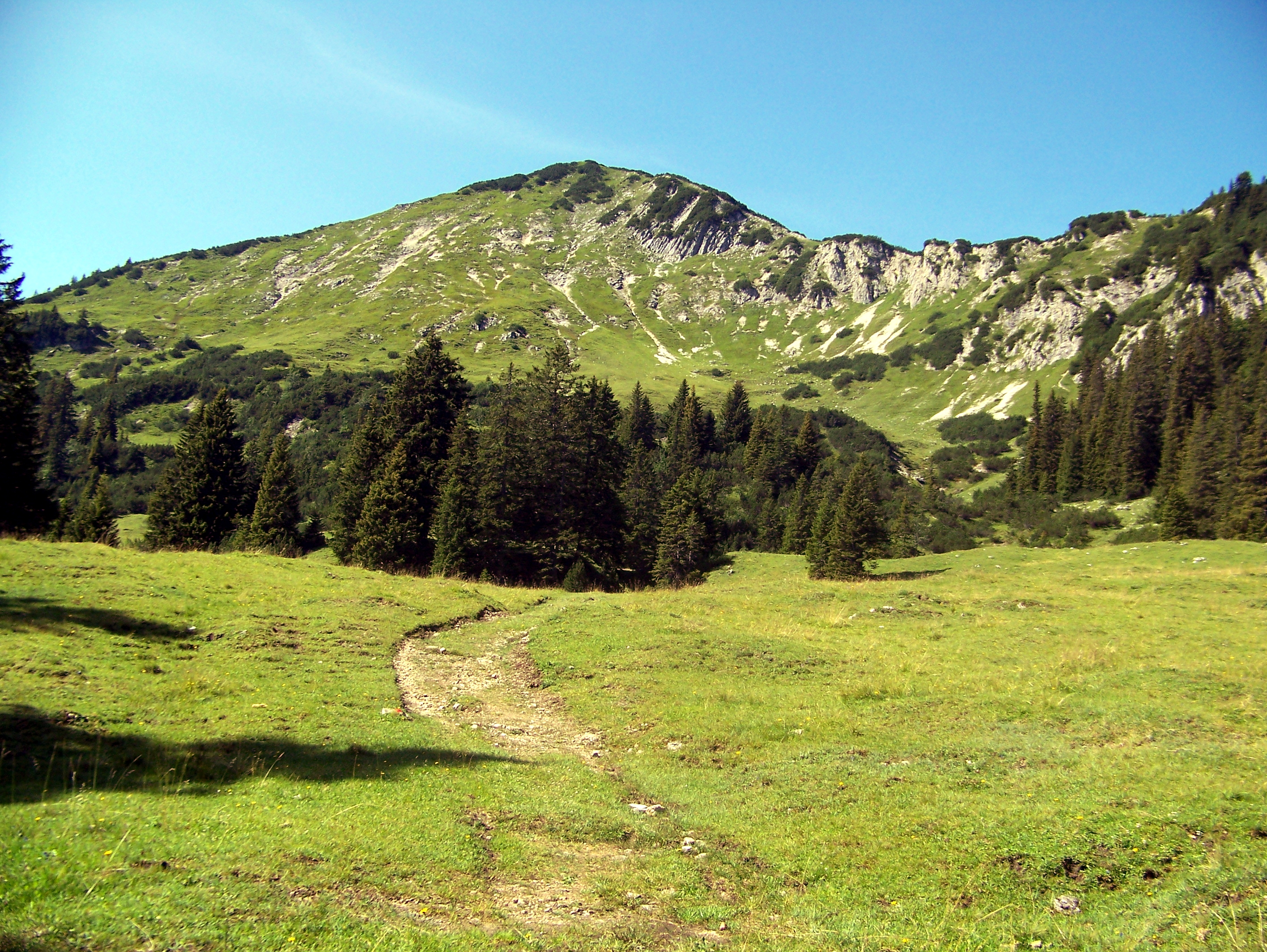

47°31′35″N 10°48′46″E / 47.52639°N 10.81278°E
奧克塞內爾珀萊斯山（德語：Ochsenälpeleskopf），是中歐的山峰，位於德國和奧地利接壤的邊境，屬於阿爾高阿爾卑斯山脈的一部分，距離克羅伊茨山0.7公里，海拔高度1,905米。